# Bioscop
| Recensione | Giudizio |
| ---------- | -------- |
| Ondarock   | 7/10     |
| RockIt     | Positivo |

Bioscop è il primo album in studio del gruppo musicale italiano Wu Ming Contingent, pubblicato il 18 aprile 2014 per Woodworm con licenza Creative Commons BY-NC-SA 4.0.

## Descrizione
Il nome deriva dall'omonimo strumento di proiezione pre-cinematografica inventato dai fratelli Skladanowsky in Germania nel 1895. La maggior parte dei testi delle canzoni sono adattamenti dagli articoli che Wu Ming pubblicò, tra il 2010 e il 2012, per la rubrica WuMingWood sul mensile GQ Italia. Tematicamente si affianca al romanzo L'armata dei sonnambuli.

### I brani
Ognuna delle dieci tracce fa riferimento a un personaggio preciso: Chelsea Manning (Soldato Manning), Peter Norman (Peter Norman), Peter Kolosimo (Italia Mistero Kosmiko), Juan Manuel Fangio (La Notte del Chueco), Gil Scott-Heron (La Rivoluzione (non sarà trasmessa su YouTube), Maximilien de Robespierre (Cura Robespierre), Filippo di Edimburgo (Dio Vulcano!), Ho Chi Minh (Uno Spettro), Sócrates Sampaio de Sousa Vieira de Oliveira (Sócrates), Vittorio Arrigoni (Stay Human).
Nel 2014 il brano Stay Human è stato successivamente inserito nella Save Gaza Compilation, che raccoglie canzoni del collettivo "Free Artists for Gaza".
Nel 2015 è stata pubblicata una versione alternativa ("Wu Ming Foundation Mix") del brano La rivoluzione (non sarà trasmessa su YouTube), che vede la partecipazione delle voci di tutti e quattro i componenti del gruppo.
Nel 2021 il brano Peter Norman è stato incluso nella compilation Vennero in sella due gendarmi // Vennero in sella con le armi, doppio disco autoprodotto per sostenere le spese legali dei militanti antifascisti denunciati il 23 maggio 2019 a Genova, in occasione delle proteste per il raduno di chiusura della campagna elettorale di CasaPound.

## Tracce
1. Soldato Manning – 4:23
2. Peter Norman – 4:16
3. Italia mistero kosmiko – 3:28
4. La notte del Chueco – 4:37
5. La rivoluzione (non sarà trasmessa su YouTube) – 6:40
6. Cura Robespierre – 2:41
7. Dio Vulcano! – 3:09
8. Uno spettro – 5:49
9. Sócrates – 4:31
10. Stay Human – 4:22

Durata totale: 43:56

## Formazione
Formazione come da libretto.
Wu Ming Contingent
- Wu Ming 2 – voce
- Wu Ming 5 – chitarra
- Yu Guerra – basso, voce
- Cesare Ferioli – batteria, percussioni

Altri musicisti
- Gugliemo Pagnozzi – sax (tracce 3, 5, 8)
- Andrea Marmorini – piano (traccia 1)

Produzione
- Andrea Marmorini – produzione artistica, mixing, registrazione
- Giovanni Garoia – registrazione
- Giovanni Versari – mastering